# Uttleya
Uttleya é um gênero de gastrópodes pertencente a família Muricidae.

## Espécies
- Uttleya ahiparana (Powell, 1927)[2]
- Uttleya arcana Marwick, 1934[3]
- Uttleya marwicki Powell, 1952[4]